# Критенден (Кентаки)
Критенден (енгл. Crittenden) град је у америчкој савезној држави Кентаки.

## Демографија
По попису из 2010. године број становника је 3.815, што је 1.414 (58,9%) становника више него 2000. године.
| Група             | 2000.         | 2010.         |
| Белци             | 2.337 (97,3%) | 3.658 (95,9%) |
| Афроамериканци    | 10 (0,4%)     | 31 (0,8%)     |
| Азијати           | 4 (0,2%)      | 8 (0,2%)      |
| Хиспаноамериканци | 30 (1,2%)     | 67 (1,8%)     |
| Укупно            | 2.401         | 3.815         |